# Carl Fredrik Berghult
Carl Fredrik Berghult, född 24 augusti 1794 i Kristianstad, död 7 mars 1834, var en svensk militär och guvernör.
Mellan september 1818 och augusti 1819 var Berghult tillförordnad guvernör över den svenska kolonin  Sankt Barthélemy.

## Biografi
Berghult var son till artillerimajoren Johan Anders Berghult (1773–1811) och dennes hustru Carolina Charlotta Liljegren (1768–1848). Han följde i faderns fotspår och gjorde karriär inom det militära. 1811 befordrades han till sergeant vid Göta artilleriregemente och deltog senare i slaget vid Kjølbergs bro.

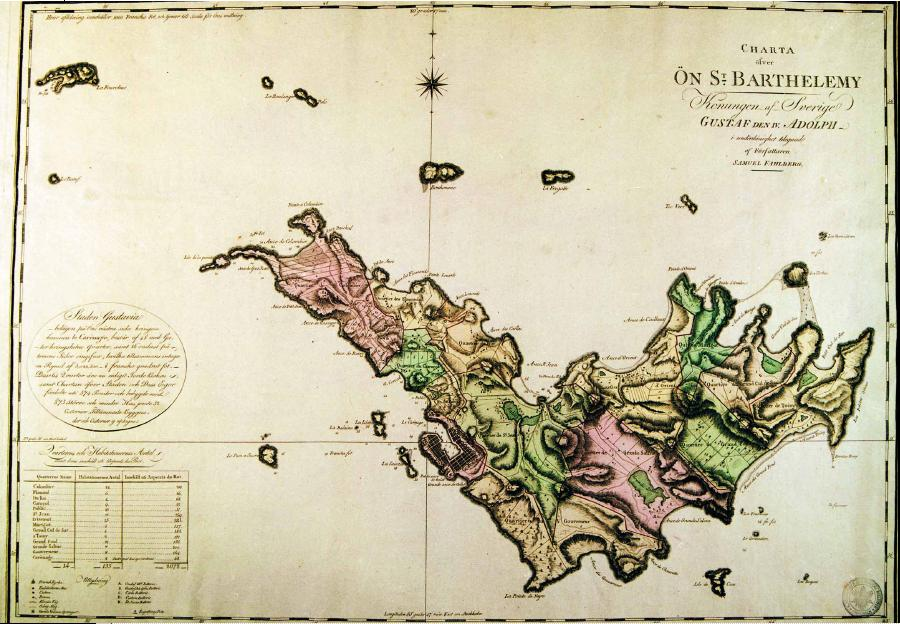
Svenska S:t Barthélemy 1784-1878.

Den 20 juni 1815 anlände Berghult till Sankt Barthélemy för att tillträda som befäl över den svenska garnisonens artilleridetachement och agerade senare som guvernör för ön mellan 1818 och 1819, det efter att guvernören Johan Samuel Rosensvärd hastigt insjuknat.
Efter hemkomsten till Sverige erhöll Berghult kaptens grad 1820.